# Câmpiile inundabile ale Nistrului (arie protejată)
Câmpiile inundabile ale Nistrului (în ucraineană Дністровські плавні) este o arie protejată de pe teritoriul raioanelor Cetatea Albă și Odesa, regiunea Odesa (Ucraina).
Suprafața ariei protejate este de 7.620 hectare, fiind creată în anul 1993 prin decizia comitetului executiv regional Odesa. Aproximativ 10 specii de animale care viețuiesc în zona protejată se regăsesc în Lista Roșie Europeană, iar mai mult de 40 de specii în Cartea Roșie a Ucrainei. Câmpiile inundabile sunt principalul areal de hrănire pentru speciile de țigănuș și stârc galben, precum și loc de reproducere pentru multe specii de pești.